# Лужки (муниципальное образование город Алексин)
Лужки — деревня в Алексинском районе Тульской области России. С точки зрения административно-территориального устройства входит в Алексинский район. В плане местного самоуправления входит в состав муниципального образования город Алексин.

## География
Лужки расположены в северо-западной части региона, в пределах северо-восточного склона Среднерусской возвышенности, в подзоне широколиственных лесов, при реке Крушме, к западу от автодороги 70К-014 (Алексин-Поповка-Тула).

### Климат
Климат, как и во всём районе, характеризуется как умеренно континентальный, с ярко выраженными сезонами года. Средняя температура воздуха летнего периода — 16 — 20 °C (абсолютный максимум — 38 °С); зимнего периода — −5 — −12 °C (абсолютный минимум — −46 °С).
Снежный покров держится в среднем 130—145 дней в году.
Среднегодовое количество осадков — 650—730 мм..

## Топоним
Прежнее название — Дурнево.
В 1961 году Указом Президиума Верховного Совета РСФСР деревня Дурнево переименована в Лужки.

## История
До революции — деревня Дурнево в составе Дмитриевской волости Алексинского уезда. Была приписана к церковному приходу Козьмодемьянского погоста (ныне не существующее с. Бузуково). К востоку от Дурнева находилась ныне исчезнувшая деревня Подольня.
До муниципальной реформы в марте 2005 года входила в Борисовский сельский округ. После её проведения включёна в образованные муниципального образования сельское поселение «Авангардское» и в Алексинский муниципальный район.
21 июня 2014 года Алексинский муниципальный район и Авангардское сельское поселение были упразднены, деревня Малое Панское стала входить в городской округ Алексин.

## Население
| 2010 |
| ---- |
| 2    |

Согласно результатам переписи 2002 года, в национальной структуре населения русские составляли 100 % из 4 чел.. Проживали 1 мужчина и 3 женщины.

## Инфраструктура
Обслуживается отделением почтовой связи 301350.
Личное подсобное хозяйство (на октябрь 2022 года 23 дома)

## Транспорт
Деревня доступна автотранспортом.